# جان ماکیونیس
جان ماکیونیس (به انگلیسی: John Macionis) (زادهٔ ۲۷ مهٔ ۱۹۱۶) شناگر اهل ایالات متحده آمریکا است.